# 2008年夏季奥林匹克运动会也门代表团
2008年夏季奥林匹克运动会也門代表团参加2008年8月8日至24日在中国北京主办的第29届夏季奥运。这是该国第五次参加奥运。